# Марк Пупиен Африкан
Марк Пупиен Африкан (лат. Marcus Pupienus Africanus) — римский государственный деятель и сенатор первой половины III века.

## Биография
По всей видимости, Африкан был сыном римского императора Пупиена и Секстии Цетегиллы. Его братом был консул-суффект 224 или 226 года Тит Клодий Пупиен Пульхр Максим.
В правление Александра Севера Африкан находился на посту квестором. В 236 году Марк занимал должность ординарного консула вместе с императором Максимином Фракийцем.
Супругой Африкана была Корнелия Маруллина, которая родила ему двоих детей: Пупиену Секстию Паулину Цетегиллу и Публия Пупиена Максима.